# Veselá (Zlíni járás)
Veselá település Csehországban, a Zlíni járásban. Veselá Zádveřice-Raková, Hvozdná, Zlín és Slušovice településekkel határos. Lakosainak száma 839 fő (2024. január 1.).

## Népesség
A település lakosságának változását az alábbi diagram mutatja:
| Lakosok száma | 462  | 495  | 585  | 693  | 717  | 718  | 817  | 841  | 841  | 839  |
|               | 1869 | 1890 | 1921 | 1950 | 1980 | 2001 | 2017 | 2019 | 2022 | 2024 |